# Đội tuyển bóng đá quốc gia Saint Kitts và Nevis
Đội tuyển bóng đá quốc gia Saint Kitts và Nevis là đội tuyển cấp quốc gia của Saint Kitts và Nevis do Hiệp hội bóng đá St. Kitts và Nevis quản lý.
Trận thi đấu quốc tế đầu tiên của đội là trận gặp Grenada vào năm 1938. Đội đã một lần tham dự cúp Vàng CONCACAF là vào năm 2023. Tại giải năm đó, đội đã để thua cả 3 trận trước Hoa Kỳ, Jamaica và Trinidad và Tobago, do đó dừng bước ở vòng bảng.

## Danh hiệu
- Vô địch Cúp Caribe: 0

Á quân: 1997

## Thành tích tại giải vô địch thế giới
- 1930 đến 1994 - Chưa gia nhập FIFA
- 1998 đến 2022 - Không vượt qua vòng loại

## Cúp Vàng CONCACAF
| Năm           | Thành tích               | Thứ hạng                 | Pld                      | W                        | D                        | L                        | GF                       | GA                       |
| ------------- | ------------------------ | ------------------------ | ------------------------ | ------------------------ | ------------------------ | ------------------------ | ------------------------ | ------------------------ |
| 1991 đến 2021 | Không vượt qua vòng loại | Không vượt qua vòng loại | Không vượt qua vòng loại | Không vượt qua vòng loại | Không vượt qua vòng loại | Không vượt qua vòng loại | Không vượt qua vòng loại | Không vượt qua vòng loại |
| 2023          | Vòng bảng                | 16th                     | 3                        | 0                        | 0                        | 3                        | 0                        | 14                       |
| Tổng          | –                        | 1/17                     | 3                        | 0                        | 0                        | 0                        | 3                        | 14                       |

## Cầu thủ

### Đội hình
Đây là đội hình đã hoàn thành cúp Vàng CONCACAF 2023.

Số liệu thống kê tính đến ngày 2 tháng 7 năm 2023 sau trận gặp Jamaica.
| Số | VT | Cầu thủ              | Ngày sinh (tuổi)            | Trận | Bàn | Câu lạc bộ          |
| -- | -- | -------------------- | --------------------------- | ---- | --- | ------------------- |
| 18 | TM | Julani Archibald     | 18 tháng 5, 1991            | 51   | 0   | Lorca Deportiva     |
| 1  | TM | Jamal Jeffers        | 23 tháng 3, 1993            | 13   | 0   | St. Paul's United   |
| 23 | TM | Xander Parke         | 17 tháng 11, 2003           | 0    | 0   | Shrewsbury Town     |
|    |    |                      |                             |      |     |                     |
| 3  | HV | Gerard Williams      | 4 tháng 6, 1988             | 79   | 2   | TRAU                |
| 4  | HV | Andre Burley         | 10 tháng 9, 1999            | 11   | 0   | Oxford City         |
| 20 | HV | Raheem Hanley        | 24 tháng 2, 1994            | 10   | 0   | Runcorn Linnets     |
| 2  | HV | Malique Roberts      | 1 tháng 8, 2001             | 7    | 0   | Cayon Rockets       |
| 5  | HV | Jameel Ible          | 26 tháng 11, 1993           | 4    | 0   | Guiseley            |
| 13 | HV | Ezrick Nicholls      | 13 tháng 9, 1999            | 1    | 0   | University of Tampa |
| 12 | HV | Dihjorn Simmonds     | 2 tháng 11, 1998            | 1    | 0   | Cayon Rockets       |
| 6  | HV | Rico Browne          | 28 tháng 12, 2003 (19 tuổi) | 0    | 0   | Birmingham City     |
|    |    |                      |                             |      |     |                     |
| 19 | TV | Romaine Sawyers      | 2 tháng 11, 1991            | 35   | 6   | Cardiff City        |
| 8  | TV | Yohannes Mitchum     | 6 tháng 4, 1998             | 28   | 1   | Newtown United      |
| 14 | TV | Raheem Somersall     | 5 tháng 7, 1997             | 17   | 0   | North Carolina FC   |
| 11 | TV | Tyquan Terrell       | 16 tháng 4, 1998            | 10   | 2   | St. Peter's         |
| 15 | TV | Mervin Lewis         | 26 tháng 8, 2000            | 4    | 0   | Cayon Rockets       |
| 22 | TV | Ronaldo Belgrove     | 15 tháng 9, 1998            | 0    | 0   | Miami City          |
|    |    |                      |                             |      |     |                     |
| 21 | TĐ | Omari Sterling-James | 15 tháng 9, 1993            | 19   | 4   | Ebbsfleet United    |
| 9  | TĐ | Carlos Bertie        | 10 tháng 9, 1995            | 18   | 3   | Cayon Rockets       |
| 16 | TĐ | Keithroy Freeman     | 16 tháng 10, 1993           | 13   | 6   | St. Paul's United   |
| 17 | TĐ | Rowan Liburd         | 28 tháng 8, 1992            | 13   | 4   | Ramsgate            |
| 7  | TĐ | Tiquanny Williams    | 10 tháng 9, 2001            | 7    | 2   | Old Road Jets       |
| 10 | TĐ | Jacob Hazel          | 15 tháng 4, 1994            | 5    | 0   | Darlington          |

### Triệu tập gần đây
| Vt | Cầu thủ          | Ngày sinh (tuổi)  | Số trận | Bt | Câu lạc bộ         | Lần cuối triệu tập                      |
| -- | ---------------- | ----------------- | ------- | -- | ------------------ | --------------------------------------- |
| TM | Adrian Samuel    | 13 tháng 1, 1990  | 1       | 0  | Conaree            | 2023 CONCACAF Gold Cup qualificationPRE |
| TM | Zaykeese Smith   | 24 tháng 2, 2000  | 0       | 0  | Village Superstars | 2023 CONCACAF Gold Cup qualificationPRE |
| TM | Stephen Vibert   | 21 tháng 1, 2005  | 0       | 0  | Bath United        | v. Aruba, 26 March 2023                 |
|    |                  |                   |         |    |                    |                                         |
| HV | Lois Maynard     | 22 tháng 1, 1989  | 20      | 0  | Oldham Athletic    | 2023 CONCACAF Gold Cup qualificationPRE |
| HV | Raheem Francis   | 28 tháng 5, 1996  | 5       | 0  | Village Superstars | 2023 CONCACAF Gold Cup qualificationPRE |
| HV | Rico Browne      | 28 tháng 12, 2003 | 0       | 0  | Birmingham City    | 2023 CONCACAF Gold Cup qualificationPRE |
| HV | Mikkel Hirst     | 27 tháng 7, 2000  | 0       | 0  | Romulus            | 2023 CONCACAF Gold Cup qualificationPRE |
|    |                  |                   |         |    |                    |                                         |
| TV | Kimaree Rogers   | 14 tháng 1, 1994  | 28      | 5  | Village Superstars | 2023 CONCACAF Gold Cup qualificationPRE |
| TV | Theo Wharton     | 15 tháng 11, 1994 | 19      | 2  | Newtown            | 2023 CONCACAF Gold Cup qualificationPRE |
| TV | Kalonji Clarke   | 15 tháng 2, 2001  | 4       | 1  | St Paul's United   | 2023 CONCACAF Gold Cup qualificationPRE |
| TV | Tyrese Shade     | 9 tháng 6, 2000   | 2       | 0  | Swindon Town       | 2023 CONCACAF Gold Cup qualificationPRE |
|    |                  |                   |         |    |                    |                                         |
| TĐ | Tishan Hanley    | 22 tháng 8, 1990  | 34      | 3  | Prime Bangkok      | 2023 CONCACAF Gold Cup qualificationPRE |
| TĐ | Harry Panayiotou | 28 tháng 10, 1994 | 30      | 11 | Aldershot Town     | 2023 CONCACAF Gold Cup qualificationPRE |
| TĐ | Keithroy Freeman | 16 tháng 10, 1993 | 12      | 6  | St. Paul's United  | 2023 CONCACAF Gold Cup qualificationPRE |